# M52自走炮
M52自走炮（105 mm Self-Propelled Howitzer M52）是美國陸軍以M41轻型坦克底盤衍生研製的履帶自走砲。

## 簡介
美國陸軍在1946年已經開始研議將下一代輕戰車的底盤改造成其它用途的履帶裝甲戰具，自走炮版本有兩款，稱為T98與T99，配備的火炮分別為105公厘與155公厘。由於原始的M41後置引擎總成讓前方的戰鬥室不足夠裝載大口徑火炮，底特律戰車工廠的工程師把M41的底盤顛倒配置，使引擎朝前、戰鬥室在後，驅動輪也從後部移到前方，尾部增加一對路輪解決取消惰輪的補償，此設計讓工程師獲得足夠的車體空間搭載榴彈炮。T98式105公厘榴彈炮運輸車在1948年出廠，但無法克服將底盤採取前置引擎設計後缺乏駕駛艙空間的問題，因此炮車的駕駛與炮組安置在同一戰鬥室內，駕駛座安裝在砲塔的左前方。也由於砲塔同時需要為駕駛提供可靠的前向視野，因此砲塔可轉動角度被限制在中心線左右各60度。
T98的主要武器配備了T96榴彈炮，制式化名稱為M49，這款榴彈砲炮身長度為23倍徑，安裝在M85砲塔內，M49使用液壓控制俯仰，炮閂為垂直滑鍥式以利戰鬥室砲手動線運作。砲塔籃內有21發備射彈，其它的砲彈存放在車身內的儲存架中，車尾有對開式尾門，可以讓砲組快速的補充砲彈。原先T98計畫安裝機械彈道計算機作為直射火力火控系統，但是該裝置因為技術過於複雜，使得美軍放棄了此裝備，而繼續沿用舊有的目視瞄準鏡。降規的改良版稱為T98E1，並換用直徑更大的砲塔環，T98E1在1951年1月出廠，並更名為自走炮，不再稱為摩托載具。
美軍在進行短暫的測試後，在1951年1月下令量產T98E1。但進入量產階段時同樣的受到M41急就章量產而未妥善處理的設計瑕疵所拖累，因此並沒有及時投入韓戰，而是持續修正改良，到1955年11月美軍的訂單全數完成後，才以105公厘自走榴彈炮M52型之名制式化才成軍服役。隨後因M41的引擎改良為噴射注油設計的AOS-895-5引擎，M52也跟隨其改良進程進行引擎改良，改良後版本稱為M52A1。
M52自走炮的產量不多，同時在美軍的服役期程也很短，在M108自走砲量產後M52自走炮即在1960年代陸續釋出，供美國盟邦配備。在美國盟邦的服役紀錄中，大部分也在1980年代左右被155公厘自走炮給替換，只有土耳其進行全面現代化改良並持續服役。

## 使用國家
服役中
- 约旦：

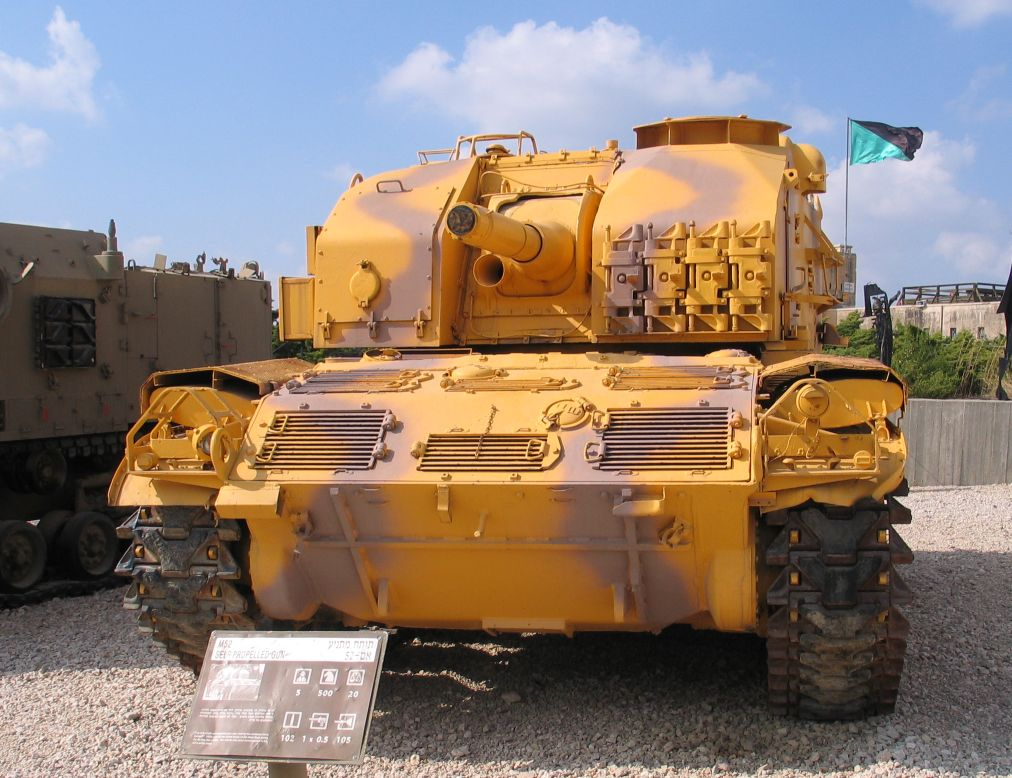
以色列展示的M52自走炮，在六日戰爭時自約旦擄獲

- 土耳其：土耳其是獲得M52軍援的最大用戶，在1990年代土耳其委託德國進行M52的全面現代化。德國工程團隊由萊茵金屬、MTU、引進MTU MB 833 Aa501柴油引擎與自動變速箱、更新扭力桿懸吊系統，並在第1、2、4對路輪上加裝液壓減震器，油箱容量也增加到780公升。工程師將M85砲塔換裝M109A3G使用的39倍徑155公厘榴彈炮，為了承受後座力工程師拆除了車尾對開尾門，將空間改加裝液壓駐鋤，並安裝土耳其自製的數位化火炮射擊管理裝置，全面現代化版本的M52稱為M52T，M52T的總重大增到29.5公噸，但受益於改良的動力組件車速可以達到70公里，並有620公里的續航力。M52T除了使用M52的車殼與砲塔殼，內裝已經與原版沒有承襲關係。土耳其在1994年開始進行M52T改造工程，1995年開始服役，總共改造了365輛。

退役
- 奥地利：
- 德国：1957年德國聯邦國防軍接收了67輛，在1960年代中葉由M109自走砲汰換。
- 義大利：
- 日本：自衛隊在1966年引進30輛，佈署在北海道的陸上自衛隊北部方面隊，1984年由75式155毫米自走榴彈炮汰換退役。

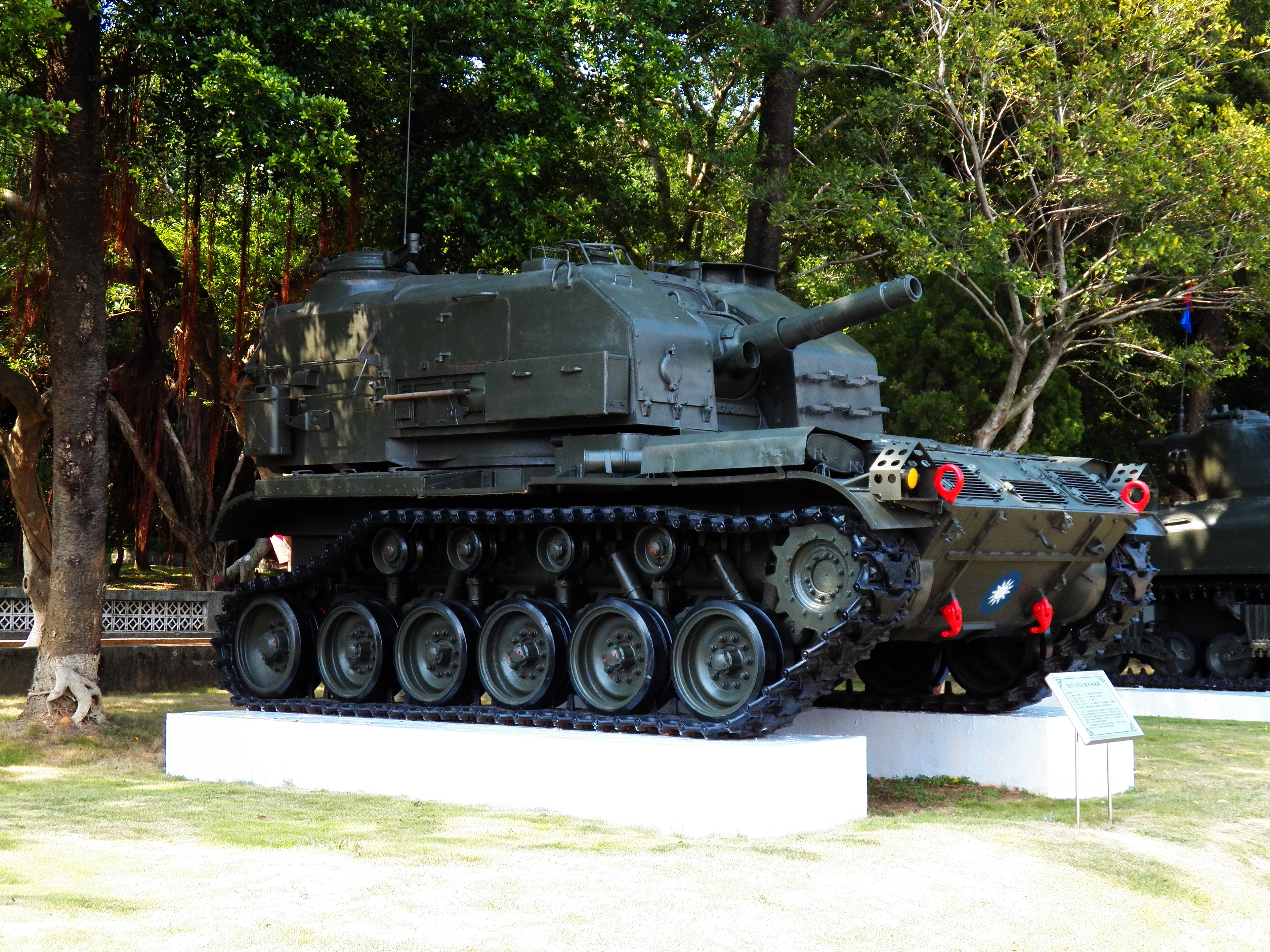
固定於成功嶺介壽臺旁展示的陸軍M52自走炮

- 中華民國：民國51年（1962）國軍自美援途徑接收144輛，配備在中華民國陸軍裝甲師麾下，國軍裝甲師編制有裝砲車72輛，但因軍援數量不足，因此仍與M7牧師式自走炮合編運用，但在購得M108自走砲後移編給步兵師砲兵營，至民國70年（1981）除役[1]。
- 西班牙：1967年，西班牙軍隊為了西班牙海軍陸戰隊的機械化兩棲步兵營，自美國軍援途徑獲得6輛M52，它們配備在兩棲步兵團中的支援營麾下之榴彈炮連，至1980年代由M109自走砲替換。
- 突尼西亞：
- 美国：